# 淄河戰鬥
淄河戰鬥發生於1930年7月4日，地點則是在中國魯西一帶，是國民革命軍內部所發生的內戰戰鬥之一，也是中原大戰主要戰役。淄河戰鬥的交戰雙方，一方為蔣中正轄下的國軍中央軍，另一方為王靖國部隊。